# Nhulunbuy
Nhulunbuy – miasto (township) w Australii, w północno-wschodniej części Terytorium Północnego, położone na półwyspie Gove, na Ziemi Arnhema, nad Morzem Arafura. W 2006 roku miasto liczyło 4112 mieszkańców.
Nhulunbuy zostało założone w latach 70. XX wieku w pobliżu złóż boksytów, których wydobycie i przetwórstwo stanowi podstawę gospodarki miasta. W mieście znajduje się port lotniczy Gove oraz port pełnomorski.